# Blepharicera dimorphops
Blepharicera dimorphops är en tvåvingeart som beskrevs av Alexander 1953. Blepharicera dimorphops ingår i släktet Blepharicera och familjen Blephariceridae. Inga underarter finns listade i Catalogue of Life.